# LZO
LZO je algoritem za stiskanje podatkov brez izgube podatkov, ki prvenstveno upošteva hitrost.
Prosto programsko orodje, ki ga uporablja, je LZOP,